# Gelanor latus
Gelanor latus là một loài nhện trong họ Mimetidae.
Loài này thuộc chi Gelanor. Gelanor latus được Eugen von Keyserling miêu tả năm 1881.